# Codici ICAO V
Formato delle voci elencate:
ICAO (IATA) - Nome dell'aeroporto, Nome della città (nome originale [eventuale]), Nome della regione geografica [eventuale]

## VA (anche VE, VI e VO) - India
- VA1A (HBX) Aeroporto/Base aerea di Hubli, Hubli, Karnataka 15°20′N 75°14′E (sito informativo)
- VA1B Aeroporto di Chanda, Chandrapur 19°59′N 79°13′E (sito informativo)
- VA1C Aeroporto di Birlagram, Birlagram 23°27′N 75°25′E (sito informativo)
- VA1D Aeroporto di Muirpur, Muirpur 24°07′N 83°02′E (sito informativo)
- VA1E Aeroporto di Bhilai, Bhilai 21°18′N 81°23′E (sito informativo)
- VA1F Aeroporto di Sidhi, Sidhi 24°24′N 81°49′E (sito informativo)
- VA1G Aeroporto di Chorhata, Chorhata 24°30′N 81°13′E (sito informativo)
- VA1H Aeroporto di Ondwa, Ondwa 25°09′N 74°37′E (sito informativo)
- VA1J Aeroporto di Dhana, Dhana 23°45′N 78°51′E (sito informativo)
- VA1K Aeroporto di Raedhanpur, Raedhanpur 23°13′N 68°53′E (sito informativo)
- VA1L Aeroporto di Amla, Amla 21°55′N 78°07′E (sito informativo)
- VA1M Aeroporto di Karad, Karad 17°17′N 74°09′E (sito informativo)
- VA1N Aeroporto di Nimach, Nimach 24°25′N 74°52′E (sito informativo)
- VA1O Aeroporto di Burhar, Burhar 23°14′N 81°30′E (sito informativo)
- VA1P (DIU) Aeroporto di Diu, Diu, Daman e Diu 20°43′N 70°55′E (sito informativo)
- VA35 Aeroporto di Ozar, Ozar 20°07′N 73°55′E (sito informativo)
- VA38 Aeroporto di Sirohi, Sirohi 24°54′N 72°51′E (sito informativo)
- VA47 Aeroporto di Jalgaon, Jalgaon 20°58′N 75°38′E (sito informativo)
- VA51 Aeroporto di Banswara, Banswara 23°35′N 74°19′E (sito informativo)
- VA53 Aeroporto di Dhulia, Dhulia 20°56′N 75°44′E (sito informativo)
- VA74 Aeroporto di Abu Road, Abu Road 24°30′N 72°47′E (sito informativo)
- VAAH (AMD) Aeroporto Sardar Vallabhbhai Patel International di Ahmedabad, Ahmedabad, Gujarat 23°04′N 72°38′E (sito informativo)
- VAAK (AKD) Aeroporto di Akola, Akola, Maharashtra 20°40′N 77°05′E (sito informativo)
- VAAU (IXU) Aeroporto Chikkalthana di Aurangabad, Aurangabad, Maharashtra 19°53′N 75°25′E (sito informativo)
- VABB (BOM) Aeroporto Internazionale Chhatrapati Shivaji, Mumbai, Maharashtra 19°05′N 72°52′E (sito informativo)
- VABF Mumbai Centre FIR, Mumbai, Maharashtra
- VABI (PAB) Aeroporto di Bilaspur, Bilaspur, Chhattisgarh 22°30′N 82°10′E (sito informativo)
- VABJ (BHJ) Aeroporto Rudramata di Bhuj, Bhuj, Gujarat 23°17′N 69°40′E (sito informativo)
- VABM (IXG) Aeroporto Sambra di Belgaum, Belgaum, Karnataka 15°51′N 74°36′E (sito informativo)
- VABO (BDQ) Aeroporto/Base aerea Vadodara di Baroda, Vadodara, Gujarat 22°19′N 73°16′E (sito informativo)
- VABP (BHO) Aeroporto Bairagarh di Bhopal, Bhopal, Madhya Pradesh 23°17′N 77°20′E (sito informativo)
- VABV (BHU) Aeroporto di Bhavnagar, Bhavnagar, Gujarat 21°45′N 72°11′E (sito informativo)
- VADN (NMB) Aeroporto di Daman, Daman, Daman e Diu 20°25′N 72°51′E (sito informativo)
- VADS Aeroporto di Deesa, Deesa 24°16′N 72°12′E (sito informativo)
- VADZ (DAE) Aeroporto di Deparizo, Deparizo 27°30′N 94°20′E
- VAGN (GUX) Aeroporto di Guna, Guṇa 24°29′N 77°19′E (sito informativo)
- VAGO (GOI) Aeroporto Dabolim/Base aerea navale di Goa, Goa, Goa Territory 15°30′N 73°50′E (sito informativo)
- VAID (IDR) Aeroporto Devi Ahilyabai Holkar International di Indore, Indore, Madhya Pradesh 22°43′N 75°48′E (sito informativo)
- VAJB (JLR) Aeroporto di Jabalpur, Jabalpur, Madhya Pradesh 23°11′N 80°05′E (sito informativo)
- VAJJ Aeroporto Juhu di Mumbai, Mumbai, Maharashtra
- VAJM (JGA) Aeroporto/Base aerea di Jamnagar, Jamnagar, Gujarat 22°28′N 70°00′E (sito informativo)
- VAKD Aeroporto di Khandwa, Khandwa, Madhya Pradesh
- VAKE (IXY) Aeroporto di Kandla, Kandla / Gandhidham, Gujarat 23°07′N 70°06′E (sito informativo)
- VAKJ (HJR) Aeroporto di Khajuraho, Khajuraho, Madhya Pradesh 24°51′N 79°56′E (sito informativo)
- VAKP (KLH) Aeroporto di Kolhapur, Kolhapur, Maharashtra 16°40′N 74°20′E (sito informativo)
- VAKS (IXK) Aeroporto Junagadh di Keshod, Keshod, Gujarat 21°19′N 70°19′E (sito informativo)
- VAMS Aeroporto di Mandasaur, Mandasaur
- VAND (NDC) Aeroporto di Nanded, Nanded 19°11′N 77°19′E
- VANP (NAG) Aeroporto Dr. Babasaheb Ambedkar International di Nagpur (Base aerea Sonegaon), Nagpur, Maharashtra 21°05′N 79°03′E (sito informativo)
- VANR (ISK) Aeroporto di Nasik Ghandinagr, Nasik Ghandinagr 19°58′N 73°49′E (sito informativo)
- VAPG Aeroporto di Pratagarh, Pratagarh
- VAPO (PNQ) Aeroporto di Pune (Base aerea Lohegaon), Pune (Poona), Maharashtra 18°35′N 73°55′E (sito informativo)
- VAPR (PBD) Aeroporto di Porbandar, Porbandar, Gujarat 21°39′N 69°39′E (sito informativo)
- VARG (RTC) Aeroporto di Ratnagiri, Ratnagiri, Madhya Pradesh 17°00′N 73°19′E (sito informativo)
- VARK (RAJ) Aeroporto di Rajkot, Rajkot, Gujarat 22°19′N 70°47′E (sito informativo)
- VARP (RPR) Aeroporto di Raipur, Raipur, Chhattisgarh 21°11′N 81°44′E (sito informativo)
- VASA Aeroporto di Sihora, Sihora
- VASG Aeroporto di Songadh, Songadh
- VASL (SSE) Aeroporto di Sholapur, Sholapur, Maharashtra 17°38′N 75°56′E (sito informativo)
- VASU (STV) Aeroporto di Surat, Surat, Gujarat 21°10′N 72°50′E (sito informativo)
- VAUD (UDR) Aeroporto di Udaipur, Udaipur, Rajasthan 24°37′N 73°53′E (sito informativo)
- VAWM Aeroporto di Washim, Washim
- VA-- Base aerea di Nalia, Nalia, Gujarat
- VA-- Base aerea di Palanpur, Palanpur, Gujarat
- VA-- Aeroporto di Hadapsar, Hadapsar, Maharashtra
- VA-- Base aerea Cotton Green di Mumbai, Mumbai, Maharashtra
- VA-- Base aerea Deolali di Nashik, Nashik, Maharashtra
- VA-- Base aerea Ojhar di Nashik, Nashik, Maharashtra
- V--- Aeroporto di Lalitpur, Lalitpur, Madhya Pradesh
- V--- Aeroporto di Panna, Panna, Madhya Pradesh
- V--- Aeroporto di Durgapur, Durgapur
- V--- (QJU) Aeroporto di Jalandhar, Jalandhar
- V--- Aeroporto di Nawanshahr, Nawanshahr
- V--- (TJV) Aeroporto di Thanjavur, Thanjavur 10°48′N 79°09′E
- V--- Aeroporto di Jullundur, Jullundur
- V--- (QNB) Aeroporto di Anand, Anand
- V--- (OMN) Aeroporto di Osmanabad, Osmanabad 18°09′N 76°06′E
- V--- (MZA) Aeroporto di Muzzaffarnagar, Muzzaffarnagar 29°29′N 77°42′E
- V--- (RJI) Aeroporto di Rajouri, Rajouri 33°22′N 74°18′E
- V--- (REW) Aeroporto di Rewa, Rewa 24°32′N 81°18′E

### VE
- VE23 Aeroporto di Burnpur, Burnpur 23°38′N 86°58′E (sito informativo)
- VE24 Aeroporto di Sookerating, Sookerating 27°33′N 95°34′E (sito informativo)
- VE30 Aeroporto di Chabua, Chabua 27°28′N 95°07′E (sito informativo)
- VE31 Base aerea di Barrackpore, Barrackpore, Bengala occidentale 22°47′N 88°21′E (sito informativo)
- VE36 Aeroporto di Nuagaon, Nuagaon 20°31′N 83°27′E (sito informativo)
- VE41 Aeroporto di Giridih, Giridih 24°12′N 86°17′E (sito informativo)
- VE44 Base aerea di Hashimara, Hashimara, Bengala occidentale 26°42′N 89°22′E (sito informativo)
- VE46 (JGB) Aeroporto di Jagdalpur, Jagdalpur, Chattisgarh 19°04′N 82°02′E (sito informativo)
- VE48 Aeroporto di Teju New, Teju New 27°56′N 96°08′E (sito informativo)
- VE54 Aeroporto di Daltonganj, Daltonganj 24°01′N 84°06′E (sito informativo)
- VE60 Base aerea di Kalaikunda, Kalaikunda, Bengala occidentale 22°20′N 87°13′E (sito informativo)
- VE62 Base aerea Charbatia di Cuttack, Cuttack, Orissa 20°33′N 85°53′E (sito informativo)
- VE67 Aeroporto di Machuka, Machuka 28°36′N 94°07′E (sito informativo)
- VEAN (IXV) Aeroporto di Along, Along, Arunachal Pradesh 28°25′N 94°50′E (sito informativo)
- VEAT (IXA) Aeroporto di Agartala, Agartala, Tripura 23°54′N 91°15′E (sito informativo)
- VEAZ (AJL) Aeroporto di Aizawl, Aizawl, Mizoram 23°44′N 92°43′E (sito informativo)
- VEBA Aeroporto Belaha di Calcutta, Calcutta, Bengala occidentale
- VEBC Aeroporto di Berachampa, Berachampa
- VEBD (IXB) Aeroporto/Base aerea Bagdogra di Siliguri, Siliguri, Bengala occidentale 26°44′N 88°20′E (sito informativo)
- VEBG (RGH) Aeroporto di Balurghat, Balurghat, Bengala occidentale 25°13′N 88°46′E
- VEBI VE58 (SHL) Aeroporto di Shillong (ex Aeroporto Barapani), Shillong, Meghalaya 25°34′N 91°53′E (sito informativo)
- VEBK Aeroporto di Bokaro, Bokaro 23°39′N 86°09′E (sito informativo)
- VEBL Aeroporto di Barbil, Barbil
- VEBS (BBI) Aeroporto Biju Patnaik di Bhubaneswar, Bhubaneshwar, Orissa 20°14′N 85°49′E (sito informativo)
- VEC1 (DIB) Aeroporto Chabua di Dibrugarh, Dibrugarh, Assam 27°29′N 94°54′E (sito informativo)
- VECC (CCU) Aeroporto Internazionale di Calcutta, Calcutta, Bengala occidentale 22°38′N 88°26′E (sito informativo)
- VECF Calcutta Centre FIR, Calcutta
- VECK Aeroporto di Chakulia, Chakulia, Orissa
- VECO (COH) Aeroporto di Cooch Behar, Cooch Behar, Bengala occidentale 26°20′N 89°28′E (sito informativo)
- VECX (CBD) Aeroporto di Car Nicobar, Car Nicobar 9°10′N 92°47′E
- VEDB (DBD) Aeroporto di Dhanbad, Dhanbad 23°48′N 86°27′E (sito informativo)
- VEDZ (DEP) Aeroporto di Deparizo, Deparizo, Arunachal Pradesh
- VEGK (GOP) Aeroporto/Base aerea di Gorakhpur, Gorakhpur, Uttar Pradesh 26°44′N 83°27′E (sito informativo)
- VEGT (GAU) Aeroporto Lokpriya Gopinath Bordoloi International di Gauhati (ex Aeroporto Borjhar), Gauhati (Guwahati), Assam 26°06′N 91°34′E (sito informativo)
- VEGY (GAY) Aeroporto di Gaya, Gaya, Bihar 24°45′N 84°57′E (sito informativo)
- VEHK Aeroporto di Hirakud, Hirakud, Orissa 21°35′N 84°00′E (sito informativo)
- VEIM (IMF) Aeroporto Municipale di Imphal (ex Aeroporto Tulihal), Imphal, Manipur 24°52′N 93°56′E (sito informativo)
- VEJH Aeroporto di Jharsuguda, Jharsuguda, Orissa 21°55′N 84°03′E (sito informativo)
- VEJP (PYB) Aeroporto di Jeypore, Jeypore 18°51′N 82°35′E
- VEJS (IXW) Aeroporto di Jamshedpur, Jamshedpur, Jharkhand 22°49′N 86°10′E (sito informativo)
- VEJT (JRH) Aeroporto/Base aerea Chabua di Jorhat, Jorhat, Assam 26°43′N 94°10′E (sito informativo)
- VEKH Aeroporto di Katihar, Katihar
- VEKJ Aeroporto di Keonhjhar, Keonhjhar
- VEKM (IXQ) Aeroporto di Kamalpur, Kamalpur, Tripura 24°08′N 91°49′E (sito informativo)
- VEKN Aeroporto di Konark, Konark
- VEKR (IXH) Aeroporto di Kailashahar, Kailashahar, Manipur 24°19′N 92°01′E (sito informativo)
- VEKU (IXS) Aeroporto di Silchar (Base aerea Kumbhirgram), Silchar, Assam 24°58′N 92°31′E (sito informativo)
- VEKW (IXN) Aeroporto di Khowai, Khowai, Tripura 24°04′N 91°38′E
- VELP Aeroporto di Lengpui, Lengpui 23°50′N 92°37′E (sito informativo)
- VELR (IXI) Aeroporto Lilabari di North Lakhimpur, North Lakhimpur, Assam 27°16′N 94°06′E (sito informativo)
- VEMH (LDA) Aeroporto di Malda, Malda, Bengala occidentale 25°02′N 88°09′E
- VEMN (MOH) Aeroporto di Mohanbari, Mohanbari 27°29′N 95°01′E
- VEMR VE21 (DMU) Aeroporto / Base aerea di Dimapur, Dimapur, Manipur 25°54′N 93°44′E (sito informativo)
- VEMZ (MZU) Aeroporto di Muzaffarpur, Muzaffarpur, Bihar26°20′N 85°30′E (sito informativo)
- VENP Aeroporto di Nawapara, Nawapara (sito informativo)
- VEPG (IXT) Aeroporto di Pasighat, Pasighat, Arunachal Pradesh 28°04′N 95°22′E
- VEPH Base aerea di Panagarh, Panagarh, Bengala occidentale 23°28′N 87°26′E (sito informativo)
- VEPN Aeroporto di Phulbani, Phulbani
- VEPP Aeroporto di Padampur, Padampur
- VEPT (PAT) Aeroporto Lok Nayak Jaya Prakash Narayan di Patna, Patna, Bihar 25°35′N 85°05′E (sito informativo)
- VEPU Aeroporto di Purnea, Purnea, Bihar
- VERA Aeroporto di Ranuna, Ranuna
- VERC (IXR) Aeroporto Birsa Munda di Ranchi, Ranchi, Jharkhand 23°19′N 85°19′E (sito informativo)
- VERG Aeroporto di Rayaguda, Rayaguda
- VERK (RRK) Aeroporto di Rourkela, Rourkela, Orissa 22°16′N 84°49′E (sito informativo)
- VERL Aeroporto di Raxaul, Raxaul, Bihar
- VERN Aeroporto di Rangeliunda, Rangeliunda
- VERU (RUP) Aeroporto di Rupsi, Rupsi, Meghalaya 26°09′N 89°55′E
- VETJ (TEI) Aeroporto di Tezu, Tezu, Arunachal Pradesh 27°57′N 96°08′E
- VETK Aeroporto di Tarkeshwar, Tarkeshwar
- VETS Aeroporto di Tusra, Tusra
- VETZ (TEZ) Aeroporto/Base aerea di Tezpur, Tezpur, Assam 26°42′N 92°47′E (sito informativo)
- VEUK Aeroporto di Utkela, Utkela 20°06′N 83°11′E (sito informativo)
- VEVZ (VTZ) Aeroporto di Vishakhapatnam, Vishakhapatnam, Andhra Pradesh 17°43′N 83°13′E (sito informativo)
- VEZO (ZER) Aeroporto di Zero, Zero, Arunachal Pradesh 27°34′N 93°50′E
- VE-- Aeroporto di Jogbani, Jogbani, Bihar
- VE-- Aeroporto di Shella, Shella, Meghalaya
- VE-- Base aerea Dum Duma di Tinsukia, Tinsukia, Assam
- VE-- Base aeronavale di Vishakhapatnam, Vishakhapatnam, Andhra Pradesh

### VI
- VI18 Base aerea di Ambala, Ambala, Punjab (sito informativo)
- VI20 Base aerea di Bhilwara, Bhilwara 28°05′N 76°12′E (sito informativo)
- VI25 Base aerea di Halwara, Halwara, Punjab 30°45′N 75°38′E (sito informativo)
- VI29 Base aerea di Sirsa, Sirsa 29°33′N 75°00′E (sito informativo)
- VI39 Base aerea Hindon di Ghaziabad, Ghaziabad, Delhi Territory 28°42′N 77°21′E (sito informativo)
- VI40 Base aerea di Karnal, Karnal 29°43′N 77°02′E (sito informativo)
- VI43 Base aerea Phalodi di Suratgarh, Suratgarh, Rajasthan 29°23′N 73°54′E (sito informativo)
- VI57 Base aerea di Thoise, Thoise 34°39′N 77°22′E (sito informativo)
- VI63 Base aerea di Avantipur, Avantipur, 33°52′N 74°58′E (sito informativo)
- VI64 Base aerea di Rajaori, Rajaori 33°23′N 74°19′E (sito informativo)
- VI65 Base aerea di Kargil, Kargil 34°31′N 76°09′E (sito informativo)
- VI66 Base aerea di Fukche, Fukche 32°56′N 79°13′E (sito informativo)
- VI69 Base aerea di Jhunjhunu, Jhunjhunu 28°06′N 75°23′E (sito informativo)
- VI70 Base aerea di Pilani New, Pilani New 28°21′N 75°36′E (sito informativo)
- VI71 Base aerea di Kalka, Kalka 30°49′N 76°53′E (sito informativo)
- VI73 Base aerea di Nagaur, Nagaur 27°12′N 73°42′E (sito informativo)
- VI75 Base aerea di Kalyanpur, Kalyanpur 26°31′N 80°14′E (sito informativo)
- VI76 Base aerea di Band Tal, Band Tal 26°00′N 78°16′E (sito informativo)
- VI82 Base aerea di Bharkot, Bharkot 30°35′N 78°20′E (sito informativo)
- VIAG (AGR) Aeroporto Kheria di Agra, Agra, Uttar Pradesh 27°09′N 77°58′E (sito informativo)
- VIAL (IXD) Base aerea Bamhrauli di Allahabad, Allahabad, Uttar Pradesh 25°26′N 81°44′E (sito informativo)
- VIAR (ATQ) Aeroporto Raja Sansi International di Amritsar, Amritsar, Punjab31°42′N 74°48′E (sito informativo)
- VIAX Base aerea Sirsa di Adampur, Adampur, Punjab 31°26′N 75°45′E (sito informativo)
- VIBH Aeroporto di Banihal, Banihal
- VIBK (BKB) Base aerea Nal di Bikaner, Bikaner, Rajasthan 28°01′N 73°18′E (sito informativo)
- VIBL Base aerea Bakshi Ka Talab di Bareilly, Bareilly, Uttar Pradesh 26°59′N 80°53′E (sito informativo)
- VIBN (VNS) Aeroporto di Varanasi, Varanasi, Uttar Pradesh 25°27′N 82°52′E (sito informativo)
- VIBR (KUU) Aeroporto Bhuntar di Kullu, Kullu, Himachal Pradesh31°52′N 77°09′E (sito informativo)
- VIBT (BUP) Base aerea Bhisiana di Bhatinda, Bhatinda, Punjab30°10′N 74°58′E (sito informativo)
- VIBW Aeroporto di Bhiwani, Bhiwani 28°50′N 76°10′E (sito informativo)
- VIBY Base aerea di Bareilly, Bareilly 28°25′N 79°27′E (sito informativo)
- VICG (IXC) Aeroporto/Base aerea di Chandigarh, Chandigarh, Chandigarh 30°40′N 76°48′E (sito informativo)
- VICX Base aerea Chakeri di Kanpur, Kanpur, Uttar Pradesh 26°26′N 80°22′E (sito informativo)
- VIDD Base aerea Safdarjung di New Delhi, Nuova Delhi, Delhi Territory 28°35′N 77°12′E (sito informativo)
- VIDF Aeroporto di Pithorgarh, Pithorgarh 29°35′N 80°14′E (sito informativo)
- VIDN (DED) Aeroporto Jolly Grant di Dehradun, Dehradun, Uttarakhand 30°19′N 78°02′E (sito informativo)
- VIDP (DEL) Aeroporto Indira Gandhi International di New Delhi, Nuova Delhi, Delhi Territory 28°34′N 77°07′E (sito informativo)
- VIDR Aeroporto di Dadri, Dadri
- VIFB Aeroporto di Farrukhabad, Farrukhabad
- VIFD Aeroporto di Faridkot, Faridkot
- VIFZ Aeroporto di Ferojpur, Ferojpur
- VIGG (DHM) Aeroporto Gaggal di Kangra, Kangra, Dharamsala, Himachal Pradesh 32°18′N 76°16′E (sito informativo)
- VIGN Aeroporto di Guna, Guṇa
- VIGR (GWL) Aeroporto di Gwalior / Base aerea Maharajpur di Gwalior, Gwalior, Madhya Pradesh 26°17′N 78°14′E (sito informativo)
- VIHR (HSS) Aeroporto di Hisar, Hisar 29°10′N 75°48′E (sito informativo)
- VIJN Aeroporto di Jhansi, Jhansi, Madhya Pradesh 25°29′N 78°33′E (sito informativo)
- VIJO (JDH) Aeroporto/Base aerea di Jodhpur, Jodhpur, Rajasthan 26°15′N 73°03′E (sito informativo)
- VIJP (JAI) Aeroporto Sanganeer di Jaipur, Jaipur, Rajasthan 26°49′N 75°48′E (sito informativo)
- VIJR (JSA) Aeroporto di Jaisalmer, Jaisalmer, Rajasthan 26°52′N 70°55′E (sito informativo)
- VIJU (IXJ) Aeroporto Satwari/Base aerea di Jammu, Jammu, 32°41′N 74°50′E (sito informativo)
- VIKA (KNU) Aeroporto di Kanpur, Kanpur, Uttar Pradesh 26°26′N 80°22′E (sito informativo)
- VIKD Aeroporto di Kudat, Kudat
- VIKO (KTU) Aeroporto di Kota, Kota, Rajasthan 25°00′N 76°30′E (sito informativo)
- VILD (LUH) Aeroporto Sahnewal di Ludhiana, Ludhiana, Punjab 30°54′N 75°51′E (sito informativo)
- VILH (IXL) Base aerea di Leh, Leh, 34°10′N 77°35′E (sito informativo)
- VILK (LKO) Aeroporto Amausi di Lucknow, Lucknow, Uttar Pradesh 26°46′N 80°53′E (sito informativo)
- VILP Aeroporto di Lalitpur, Lalitpur
- VIMG Aeroporto di Moga, Moga
- VINH Aeroporto di Nuh, Nuh
- VINL Aeroporto di Narnaul, Narnaul
- VIPK (IXP) Base aerea di Pathankot, Pathankot, 32°14′N 75°38′E (sito informativo)
- VIPL Aeroporto di Patiala, Patiala 30°19′N 76°22′E (sito informativo)
- VIPT (PGH) Aeroporto Nainital di Pantnagar, Pantnagar, Uttarakhand 29°01′N 79°28′E (sito informativo)
- VIQG Aeroporto di Qazigund, Qazigund
- VIRB (BEK) Aeroporto Fursatganj di Rae Bareli, Rae Bareli 26°13′N 81°14′E (sito informativo)
- VIRG Aeroporto di Reengus, Reengus
- VISB Aeroporto di Sikandrabad, Sikandrabad
- VISM (SLV) Aeroporto di Shimla, Shimla, Himachal Pradesh 31°07′N 77°09′E (sito informativo)
- VISP Base aerea Sarsawa di Saharanpur, Saharanpur 29°59′N 77°25′E (sito informativo)
- VISR (SXR) Aeroporto/Base aerea di Srinagar, Srinagar, 33°59′N 74°47′E (sito informativo)
- VIST (TNI) Aeroporto di Satna, Satna, Madhya Pradesh 24°33′N 80°50′E
- VIUT Aeroporto di Uttarlai, Uttarlai, Gujarat25°48′N 71°28′E sito informativo
- VIUX Base aerea di Udhampur, Udhampur, 32°54′N 75°09′E sito informativo
- VI-- Delhi Centre FIR, Delhi 28°34′N 77°06′E
- VI-- Base aerea Palam di New Delhi, Nuova Delhi, Delhi Territory
- VI-- Base aerea Rajokri di New Delhi, Nuova Delhi, Delhi Territory
- VI-- (QNF) Base aerea di Faridabad, Faridabad, Punjab
- VI-- Aeroporto di Ajmer, Ajmer, Rajasthan
- VI-- Base aerea Chakrata di Dehradun, Dehradun, Uttarakhand
- VI-- Base aerea Sarasawa di Saharanpur, Saharanpur, Uttar Pradesh

### VO
- VO26 Base aerea di Kovilpatti, Kovilpatti 9°09′N 77°49′E (sito informativo)
- VO28 Base aerea Hakimpet di Secunderabad, Secunderabad, Andhra Pradesh 17°33′N 78°31′E (sito informativo)
- VO32 Base aerea di Nander, Nander 19°11′N 77°19′E (sito informativo)
- VO45 Base aerea di Sulur, Sulur, Tamil Nadu 11°01′N 77°10′E (sito informativo)
- VO50 Base aerea di Arkonam, Arkonam 13°04′N 79°41′E (sito informativo)
- VO52 Base aerea di Harihar, Harihar 14°32′N 75°47′E (sito informativo)
- VO55 Base aerea di Murod Kond, Murod Kond 18°25′N 76°28′E (sito informativo)
- VO79 Base aerea di Salem, Salem 11°47′N 78°04′E (sito informativo)
- VO80 Base aerea di Tuticorin Southwest, Tuticorin 8°43′N 78°02′E (sito informativo)
- VOAT (AGX) Aeroporto di Agatti Island, Agatti Island, Lakshadweep Islands 10°50′N 72°12′E (sito informativo)
- VOBG (BLR) Aeroporto Internazionale di Bangalore (ex Aeroporto Hindustan), Bangalore, Karnataka 12°58′N 77°36′E (sito informativo)
- VOBI VO17 (BEP) Aeroporto di Bellary, Bellary, Karnataka 15°11′N 76°54′E (sito informativo)
- VOBR Base aerea di Bidar, Bidar, Karnataka (sito informativo)
- VOBZ (VGA) Aeroporto Gannavaram di Vijayawada, Vijayawada, Andhra Pradesh 16°31′N 80°48′E (sito informativo)
- VOCB (CJB) Aeroporto Peelamedu di Coimbatore, Coimbatore, Tamil Nadu 11°01′N 77°02′E (sito informativo)
- VOCC (COK) Aeroporto/Base aerea navale di Cochin, Cochin, Kerala 9°56′N 76°16′E (sito informativo)
- VOCI Aeroporto Cochin International di Kochi, Kochi / Nedumbassery, Kerala (sito informativo)
- VOCL (CCJ) Aeroporto Calicut International di Kozhikode (ex Aeroporto Karipur), Kozhikode (Calcutta), Kerala 11°08′N 75°57′E (sito informativo)
- VOCP (CDP) Aeroporto di Cuddapah, Cuddapah, Andhra Pradesh 14°31′N 78°47′E (sito informativo)
- VOCX (CBD) Base aerea di Car Nicobar, Car Nicobar, Andamane e Nicobare 9°09′N 92°49′E (sito informativo)
- VODG Base aerea Dundigul di Hyderabad, Hyderabad, Andhra Pradesh 17°38′N 78°24′E (sito informativo)
- VODK Aeroporto di Donakonda, Donakonda, Andhra Pradesh
- VOGB Aeroporto di Gulbarga, Gulbarga
- VOHY (HYD) Aeroporto Internazionale Rajiv Gandhi, Hyderabad, Andhra Pradesh 17°23′N 78°29′E (sito informativo)
- VOKM Aeroporto di Khamampet, Khamampet
- VOKP Aeroporto di Kanchepuram, Kanchepuram
- VOKV Aeroporto di Kavaratti, Kavaratti
- VOMD (IXM) Aeroporto di Madurai, Madurai, Tamil Nadu 9°50′N 78°05′E (sito informativo)
- VOMF Chennai Centre FIR, Chennai
- VOMG Aeroporto di Magadi, Magadi
- VOML (IXE) Aeroporto Internazionale di Mangalore, Karnataka 12°59′N 74°54′E (sito informativo)
- VOMM (MAA) Aeroporto Internazionale di Chennai, Tamil Nadu 13°05′N 80°17′E (sito informativo)
- VOMY (MYQ) Aeroporto di Mysore, Mysore, Karnataka 12°18′N 76°39′E
- VONS Aeroporto di Nagarjunsagar, Nagarjunsagar 16°32′N 79°19′E (sito informativo)
- VONV (NVY) Aeroporto di Neyveli, Neyveli 11°36′N 79°26′E
- VOPB (IXZ) Aeroporto Vir Savarkar di Port Blair, Port Blair, Andamane e Nicobare 11°40′N 92°44′E (sito informativo)
- VOPC (PNY) Aeroporto di Pondicherry, Pondicherry, Pondicherry Territory 12°01′N 79°48′E
- VOPN VO81 (PUT) Aeroporto Sri Sathya Sai di Puttaparthi, Puttaparthi, Andhra Pradesh 14°09′N 77°47′E (sito informativo)
- VORG (RMD) Aeroporto di Ramagundam, Ramagundam 18°46′N 79°24′E
- VORM Aeroporto di Ramnad, Ramnad
- VORR Aeroporto di Raichur, Raichur
- VORY (RJA) Aeroporto di Rajahmundry, Rajahmundry, Andhra Pradesh 16°59′N 81°47′E (sito informativo)
- VOSM (SXV) Aeroporto di Salem, Salem, Tamil Nadu
- VOTJ Base aerea di Tanjore, Tanjore, Tamil Nadu
- VOTK (TCR) Aeroporto di Tuticorin, Tuticorin, Tamil Nadu
- VOTP (TIR) Aeroporto di Tirupati, Tirupati, Andhra Pradesh 13°38′N 79°25′E (sito informativo)
- VOTR (TRZ) Aeroporto di Tiruchirapally, Tiruchirapally, Tamil Nadu 10°45′N 78°42′E (sito informativo)
- VOTV (TRV) Aeroporto Internazionale di Trivandrum,[1] Kerala 8°28′N 76°55′E (sito informativo)
- VOTX Base aerea Tambaram di Chennai, Chennai, Tamil Nadu 12°54′N 80°07′E (sito informativo)
- VOTY Aeroporto di Ootacmund, Ootacmund
- VOVB Aeroporto di Vikarabad, Vikarabad
- VOVR Aeroporto di Vellore, Vellore, Tamil Nadu
- VOWA (WGC) Aeroporto di Warangal, Warangal, Andhra Pradesh 17°55′N 79°36′E
- VOYK Base aerea di Yelahanka, Yelahanka, Karnataka 13°08′N 77°36′E (sito informativo)
- VO-- Base aerea Suryalanka di Bapatla, Bapatla, Andhra Pradesh
- VO-- Aeroporto Rajiv Gandhi International di Hyderabad, Hyderabad, Andhra Pradesh
- VO-- Aeroporto di Kakinada, Kakinada, Andhra Pradesh
- VO-- Aeroporto di Nadirgul, Nadirgul, Andhra Pradesh
- VO-- Base aerea Jakkur di Bangalore, Bangalore, Karnataka
- VO-- Base aerea Chimney Hill di Bangalore, Bangalore, Karnataka
- VO-- Base aerea Jalahalli di Bangalore, Bangalore, Karnataka
- VO-- Base aerea Vimanapura di Bangalore, Bangalore, Karnataka
- VO-- Aeroporto di Hassan, Hassan, Karnataka
- VO-- Base aerea Akkulam di Thiruvananthapuram, Thiruvananthapuram, Kerala
- VO-- Base aerea Avadi di Chennai, Chennai, Tamil Nadu

## VC - Sri Lanka
- VC12 (MNH) Aeroporto di Minneriya, Minneriya 8°03′N 80°59′E (sito informativo)
- VC13 Aeroporto di Vavuniya, Vavuniya 8°44′N 80°30′E (sito informativo)
- VC14 Aeroporto di Katukurunda, Katukurunda 6°33′N 79°59′E (sito informativo)
- VC15 Aeroporto di Sigiriya, Sigiriya 7°57′N 80°43′E (sito informativo)
- VCBI (CMB) Aeroporto Bandaranaike International di Colombo (ex Katunayake International), Colombo 6°56′N 79°51′E (sito informativo)
- VCCA (ADP) Aeroporto di Anuradhapura, Anurādhapura 8°18′N 80°25′E (sito informativo)
- VCCB (BTC) Aeroporto di Batticaloa, Batticaloa 7°42′N 81°40′E (sito informativo)
- VCCC (RML) Aeroporto Ratmalana di Colombo, Colombo (sito informativo)
- VCCG (GOY) Aeroporto Amparai di Gal Oya, Gal Oya 7°20′N 81°37′E (sito informativo)
- VCCJ (JAF) Aeroporto Kankesanturai di Jaffna, Jaffna 9°47′N 80°04′E (sito informativo)
- VCCT (TRR) Aeroporto China Bay di Trincomalee, Trincomalee 8°32′N 81°11′E (sito informativo)
- VCCW Aeroporto di Wirawila, Wirawila 6°15′N 81°14′E (sito informativo)
- VCII VC11 (KCT) Aeroporto Koggala di Galle, Galle 6°00′N 80°19′E (sito informativo)

## VD - Cambogia
- VDBG (BBM) Aeroporto di Battambang, Battambang 13°05′N 103°13′E (sito informativo)
- VDKC (KZK) Aeroporto di Kampong Cham, Kampong Cham 12°43′N 104°54′E
- VDKH (KZC) Aeroporto di Kampong Chhnang, Kampong Chhnang 12°14′N 104°40′E (sito informativo)
- VDKK (KKZ) Aeroporto di Koh Kong, Koh Kong 11°38′N 102°58′E
- VDKT (KTI) Aeroporto di Kratié, Kratié 12°29′N 106°03′E
- VDMK (MWV) Aeroporto di Mondulkiri, Mondulkiri
- VDPP (PNH) Aeroporto Internazionale di Phnom Penh (ex Pochentong International), Phnom Penh 11°33′N 104°51′E (sito informativo)
- VDPT Aeroporto di Pongstuk, Pongstuk
- VDRK (RBE) Aeroporto di Ratanakiri, Ratanakiri
- VDSR (REP) Aeroporto Internazionale di Siem Reap-Angkor 13°25′N 103°49′E (sito informativo)
- VDST (TNX) Aeroporto di Stung Treng, Stung Treng 13°32′N 106°02′E (sito informativo)
- VDSV (KOS) Aeroporto Internazionale di Sihanoukville, Sihanoukville 10°36′N 103°41′E (sito informativo)
- VDVS Aeroporto di Voeune Sai, Voeune Sai
- VD-- (KMT) Aeroporto di Kampot, Kampot 10°38′N 104°10′E
- VD-- (KZD) Aeroporto di Krakor, Krakor 12°32′N 104°09′E
- VD-- (OMY) Aeroporto di Tbaeng Meanchey, Tbaeng Meanchey 13°49′N 104°58′E
- VD-- (PAI) Aeroporto di Pailin, Pailin 12°51′N 102°35′E
- VD-- (SVR) Aeroporto di Svay Rieng, Svay Rieng 11°05′N 105°48′E

## VG - Bangladesh
- VGBR (BZL) Aeroporto di Barisal, Barisal 22°40′N 90°20′E (sito informativo)
- VGCB (CXB) Aeroporto di Cox's Bazar, Cox's Bazar 21°27′N 91°58′E (sito informativo)
- VGCM (CLA) Aeroporto di Comilla, Comilla 23°26′N 91°11′E
- VGEG (CGP) Aeroporto Shah Amanat International di Chittagong (ex M. A. Hannan International), Chittagong 22°16′N 91°49′E (sito informativo)
- VGFR Centro FIR di Dacca, Dacca
- VGHQ Aeroporto di CAAB Headquarters, CAAB Headquarters
- VGIS (IRD) Aeroporto di Ishurdi, Ishurdi 24°09′N 89°03′E (sito informativo)
- VGJR (JSR) Aeroporto di Jessore, Jessore 23°11′N 89°10′E (sito informativo)
- VGLM Aeroporto di Lalmonirhat, Lalmonirhat
- VGRJ (RJH) Aeroporto Shah Mokhdum di Rajshahi, Rajshahi 24°25′N 88°30′E (sito informativo)
- VGSD (SPD) Aeroporto di Saidpur, Saidpur 25°46′N 88°46′E (sito informativo)
- VGSG (TKR) Aeroporto di Thakuragaon, Thakuragaon 26°01′N 88°28′E
- VGSH (ZHM) Aeroporto di Shamshernagar, Shamshernagar 24°23′N 91°55′E
- VGSY (ZYL) Aeroporto Osmany International di Sylhet, Sylhet 24°57′N 91°52′E (sito informativo)
- VGTJ Aeroporto Tejgaon di Dacca, Dacca 23°47′N 90°23′E (sito informativo)
- VGZR (DAC) Aeroporto Zia International Airport di Dacca, Dacca 23°46′N 90°23′E (sito informativo)
- VG-- (KHL) Aeroporto di Khulna, Khulna 22°48′N 89°33′E
- VG-- (RAU) Aeroporto di Rangpur, Rangpur 25°45′N 89°14′E
- VG-- (SAJ) Aeroporto di Sirajganj, Sirajganj 25°10′N 91°25′E
- VG-- (SDW) Aeroporto di Sandwip, Sandwip 22°40′N 91°10′E

## VH - Hong Kong
- VHCH Aeroporto di Cheung Chau, Cheung Chau
- VHHH (HKG) Aeroporto Internazionale di Hong Kong, Chek Lap Kok 22°20′N 114°12′E (sito informativo)
- VHHX Aeroporto di Hong Kong Kai Tak
- VHKT Base aerea di Hong Kong, Hong Kong
- VHSK Base aerea di Shek Kong, Shek Kong 22°26′N 114°05′E (sito informativo)
- VH-- (HHP) Eliporto di Hong Kong, Hong Kong

## VL - Laos
- VL83 Aeroporto di Xieng Khouang North, Xieng Khouang North 19°27′N 103°09′E (sito informativo)
- VLAO (LVT) Aeroporto di Vientiane, Vientiane
- VLAP (AOU) Aeroporto di Attopeu, Attopeu 14°48′N 106°49′E
- VLHS (OUI) Aeroporto Ban Houei Sai di Ban Hat Tai, Ban Hat Tai 20°15′N 100°26′E (sito informativo)
- VLKG (KOG) Aeroporto di Khong Island, Khong Island 14°06′N 105°50′E
- VLKT Aeroporto di Kene Thao, Kene Thao
- VLLB (LPQ) Aeroporto Luang Prabang International di Luang Prabang, Luang Prabang 19°54′N 102°09′E (sito informativo)
- VLLN (LXG) Aeroporto di Luang Namtha, Luang Namtha 20°58′N 101°24′E
- VLOS (ODY) Aeroporto di Oudomsay, Oudomsay 20°35′N 104°10′E
- VLPK (PKS) Aeroporto di Paksane, Paksane 18°22′N 103°39′E
- VLPS (ex VLIP)(PKZ) Aeroporto di Pakse, Pakse 15°08′N 105°47′E (sito informativo)
- VLPV Aeroporto di Phong Savanh, Phong Savanh 19°27′N 103°13′E (sito informativo)
- VLSB (ZBY) Aeroporto di Sayaboury, Sayaboury 19°15′N 101°42′E
- VLSK (ZVK) Aeroporto di Savannakhet, Savannakhet 16°32′N 104°45′E (sito informativo)
- VLSN (NEU) Aeroporto di Sam Neua, Sam Neua 20°25′N 104°04′E
- VLSV (VNA) Aeroporto di Saravane, Saravane 15°43′N 106°24′E
- VLTK (THK) Aeroporto di Thakhek, Thakhek 17°24′N 104°49′E
- VLVT (VTE) Aeroporto Wattay International di Vientiane, Vientiane 17°59′N 102°34′E (sito informativo)
- VLXK (XKH) Aeroporto Plaine des Jarres di Xieng Khouang, Xieng Khouang 19°30′N 103°00′E
- VL-- (HOE) Aeroporto di Houelsay, Houelsay 20°30′N 103°45′E
- VL-- (SND) Aeroporto di Seno, Seno 16°40′N 105°01′E
- VL-- (UDO) Aeroporto di Udomxay, Udomxay 19°08′N 103°49′E
- VL-- (UON) Aeroporto di Muong Sai, Muong Sai 20°49′N 102°00′E
- VL-- (VNG) Aeroporto di Viengxay, Viengxay 18°56′N 102°30′E
- VL-- (XAY) Aeroporto di Xayabury, Xayabury 18°40′N 104°43′E
- VL-- (XIE) Aeroporto di Xien Lom, Xien Lom 19°37′N 100°49′E

## VM - Macao
- VMMC (MFM) Aeroporto Internazionale di Macao, Taipa 22°14′N 113°35′E (sito informativo)

## VN - Nepal
- VNBG (BJH) Aeroporto di Bajhang, Bajhang 29°33′N 81°15′E
- VNBJ (BHP) Aeroporto di Bhojpur, Bhojpur 27°10′N 87°03′E
- VNBL (BGL) Aeroporto di Baglung, Baglung 28°13′N 83°40′E
- VNBP (BHR) Aeroporto di Bharatpur, Bharatpur 27°41′N 84°25′E
- VNBR (BJU) Aeroporto di Bajura, Bajura 29°21′N 81°18′E
- VNBT (BIT) Aeroporto di Baitadi, Baitadi 29°32′N 80°26′E
- VNBW (BWA) Aeroporto di Bhairawa, Bhairawa 27°30′N 83°25′E (sito informativo)
- VNCG Aeroporto di Chandragarhi, Chandragarhi 26°34′N 88°05′E (sito informativo)
- VNDG (DNP) Aeroporto di Dang, Dang 28°07′N 82°19′E
- VNDH (DHI) Aeroporto di Dhangarhi, Dhangarhi 28°15′N 80°40′E
- VNDL (DAP) Aeroporto di Darchula, Darchula 29°40′N 80°30′E
- VNDP (DOP) Aeroporto di Dolpa, Ḍolpā 29°00′N 82°49′E
- VNDR Aeroporto di Dhorpatan, Dhorpatan
- VNDT Aeroporto di Doti, Doti
- VNGX (GKH) Aeroporto di Gorkha, Gorkha 28°00′N 84°40′E
- VNJI (JIR) Aeroporto di Jiri, Jiri 27°38′N 86°14′E
- VNJL (JUM) Aeroporto di Jumla, Jumla 29°17′N 82°11′E
- VNJP (JKR) Aeroporto di Janakpur, Janakpur 26°44′N 85°56′E (sito informativo)
- VNJS (JMO) Aeroporto di Jomsom, Jomsom 28°47′N 83°44′E
- VNKT (KTM) Aeroporto Internazionale Tribhuvan, Katmandu 27°43′N 85°21′E (sito informativo)
- VNLD (LDN) Aeroporto di Lamidanda, Lamidanda 27°18′N 86°45′E
- VNLK (LUA) Aeroporto di Lukla, Lukla 27°42′N 86°44′E
- VNLT (LTG) Aeroporto di Langtang, Langtang
- VNMA (NGX) Aeroporto di Manang, Manang
- VNMG (MEY) Aeroporto di Meghauli, Meghauli 27°34′N 84°13′E
- VNMN (XMG) Aeroporto di Mahendranagar, Mahendranagar 28°58′N 80°09′E
- VNNG (KEP) Aeroporto di Nepalganj, Nepalganj 28°00′N 81°38′E (sito informativo)
- VNPK (PKR) Aeroporto di Pokhara, Pokhara 28°14′N 83°52′E (sito informativo)
- VNPL (PPL) Aeroporto di Phaplu, Phaplu 27°31′N 86°36′E
- VNRB (RJB) Aeroporto di Rajbiraj, Rajbiraj 26°31′N 86°44′E
- VNRC (RHP) Aeroporto di Ramechap, Ramechap 27°20′N 87°00′E
- VNRK (RUK) Aeroporto di Rukumkot, Rukumkot 28°57′N 82°16′E
- VNRP (RPA) Aeroporto di Rolpa, Rolpa 28°42′N 82°39′E
- VNRT (RUM) Aeroporto di Rumjartar, Rumjartar 27°20′N 86°33′E
- VNSB (SYH) Aeroporto di Sangboche, Namche Bazar
- VNSI (SIF) Aeroporto di Simra, Simra 27°00′N 85°32′E (sito informativo)
- VNSK (SKH) Aeroporto di Surkhet, Surkhet 28°35′N 81°38′E
- VNSR (FEB) Aeroporto di Sanfebagar, Sanfebagar 29°14′N 81°13′E
- VNST (IMK) Aeroporto di Simikot, Simikot 29°58′N 81°50′E
- VNTJ (TPJ) Aeroporto di Taplejung, Taplejung
- VNTP (TPU) Aeroporto di Tikapur, Tikapur
- VNTR (TMI) Aeroporto di Tumlingtar, Tumlingtar 27°18′N 87°12′E
- VNVT (BIR) Aeroporto di Biratnagar, Biratnagar 26°26′N 87°17′E (sito informativo)
- VN-- (BDP) Aeroporto di Bhadrapur, Bhadrapur 26°34′N 88°05′E
- VN-- (HRJ) Aeroporto di Chaurjhari, Chaurjhari 28°00′N 83°50′E
- VN-- (MWP) Aeroporto di Mountain, Mountain 28°00′N 85°20′E
- VN-- (SIH) Aeroporto di Silgadi Doti, Silgadi Doti 29°16′N 80°59′E

## VQ - Bhutan
- VQ10 Aeroporto di Yonphula, Yongphulla 27°15′N 91°31′E (sito informativo)
- VQPR (PBH) Aeroporto Internazionale di Paro, Paro 27°26′N 89°25′E (sito informativo)
- VQTU (QJC) Aeroporto di Thimbu, Thimbu

## VR - Maldive
- VRMG (ex VRGN) (GAN) Aeroporto Internazionale di Gan, Isola di Gan, Atollo Seenu 0°42′S 73°09′E (sito informativo)
- VRMH (ex VRHU) (HAQ) Aeroporto Internazionale di Hanimaadhoo, Hanimaadhoo, Atollo Thiladhunmathi Dhekunuburi
- VRMK (ex VRKD) (KDO) Aeroporto di Kadhdhoo, Kadhdhoo, Atollo Laamu 1°52′N 73°31′E (sito informativo)
- VRMM (MLE) Aeroporto Internazionale di Malé-Ibrahim Nasir, Hulhulé, Atollo di Malé Nord 4°12′N 73°29′E (sito informativo)
- VRMT (KDM) Aeroporto di Kaadedhdhoo, Kaadedhdhoo, Atollo Gaafu Dhaalu 0°29′N 73°00′E (sito informativo)
- VRMV (VAM) Aeroporto Internazionale Villa Maamigili, Maamigili, Atollo di Ari

## VT - Thailandia
- VT85 Aeroporto di Nam Phong, Nam Phong 16°39′N 102°58′E (sito informativo)
- VTBC Base aerea navale di Chanthaburi, Chanthaburi
- VTBD (DMK) Aeroporto Internazionale di Bangkok-Don Mueang, Bangkok 13°45′N 100°31′E (sito informativo)
- VTBE Aeroporto di Saraburi, Saraburi
- VTBF Aeroporto Phantom Sarakhan di Chachoengsao, Chachoengsao
- VTBG Aeroporto di Kanchanaburi, Kanchanaburi
- VTBH Aeroporto di Sa Pran Nak, Sa Pran Nak 16°41′N 101°12′E (sito informativo)
- VTBI Aeroporto Khao E To di Prachin Buri, Prachin Buri 14°05′N 101°23′E (sito informativo)
- VTBJ Aeroporto Tha Yang, Phetchaburi
- VTBK Aeroporto Nakhon Pathom di Kamphaeng Saen, Kamphaeng Saen 14°06′N 99°55′E (sito informativo)
- VTBL (KKM) Base aerea Khok Kathiam di Lop Buri, Lop Buri 14°57′N 100°39′E (sito informativo)
- VTBM Aeroporto Maruk di Phetchaburi, Phetchaburi
- VTBN Aeroporto Pran Buri di Prachuap Khiri Khan, Prachuap Khiri Khan
- VTBO Aeroporto di Trat, Trat 12°16′N 102°19′E (sito informativo)
- VTBP Base aerea di Prachuap Khiri Khan, Prachuap Khiri Khan 11°47′N 99°48′E (sito informativo)
- VTBR Aeroporto di Rachaburi, Rachaburi
- VTBS (BKK) Aeroporto Internazionale di Bangkok-Suvarnabhumi, Samut Prakan 13°41′N 100°44′E (sito informativo)
- VTBS (QHI) Aeroporto Sattahip di Chon Buri, Chon Buri
- VTBT Aeroporto Bang Phra di Chon Buri, Chon Buri
- VTBU (UTP) Aeroporto U-Tapao International di Rayong, Rayong 14°38′N 100°18′E (sito informativo)
- VTBW Aeroporto Watthana Nakhon di Prachin Buri, Prachin Buri 13°46′N 102°19′E (sito informativo)
- VTCA Aeroporto Chiang Khong di Chiang Rai, Chiang Rai
- VTCB Aeroporto Chiang Kham di Chiang Rai, Chiang Rai
- VTCC (CNX) Aeroporto Chiang Mai International di Chiang Mai, Chiang Mai 18°48′N 98°58′E (sito informativo)
- VTCD Aeroporto Chiang Klang di Nan, Nan
- VTCE Aeroporto Ban Pua di Nan, Nan
- VTCF Aeroporto di Uttarandit West, Uttarandit West
- VTCH (HGN) Aeroporto di Mae Hong Son, Mae Hong Son 19°18′N 97°58′E (sito informativo)
- VTCI Aeroporto Pai di Mae Hong Son, Mae Hong Son
- VTCK Aeroporto Khun Yuam di Mae Hong Son, Mae Hong Son
- VTCL (LPT) Aeroporto di Lampang, Lampang 18°18′N 99°31′E (sito informativo)
- VTCM Aeroporto Ban Thi di Chiang Mai, Chiang Mai
- VTCN (NNT) Aeroporto di Nan, Nan 18°48′N 100°47′E (sito informativo)
- VTCO Aeroporto di Lamphun, Lamphun
- VTCP (PRH) Aeroporto di Phrae, Phrae 18°07′N 100°01′E (sito informativo)
- VTCR Aeroporto di Chiang Rai, Chiang Rai 19°53′N 99°49′E (sito informativo)
- VTCS Aeroporto Mae Sariang, Mae Sariang
- VTCT (CEI) Aeroporto Chang Rai International di Chang Rai, Chang Rai 19°57′N 99°53′E (sito informativo)
- VTCY Aeroporto NOK, Chiang Mai 18°40′N 99°06′E
- VTPA Aeroporto Phatthaya di Chon Buri, Chon Buri 12°57′N 100°53′E
- VTPB Aeroporto di Phetchabun, Phetchabun 16°41′N 101°12′E (sito informativo)
- VTPC Aeroporto Sichang di Chon Buri, Chon Buri
- VTPH (HHQ) Aeroporto Hua Hin di Prachuap Khiri Khan, Prachuap Khiri Khan 12°37′N 99°57′E (sito informativo)
- VTPI (TKH) Base aerea Takhli di Nakhon Sawan, Nakhon Sawan 15°15′N 100°21′E (sito informativo)
- VTPK Aeroporto di Rayong Map Kha, Rayong Map Kha
- VTPL Aeroporto Lom Sak di Phetchabun (Aeroporto Sak Long), Phetchabun 16°49′N 101°15′E (sito informativo)
- VTPM (MAQ) Aeroporto di Mae Sot, Mae Sot 16°43′N 98°34′E (sito informativo)
- VTPN Aeroporto di Nakhon Sawan, Nakhon Sawan 15°40′N 100°08′E (sito informativo)
- VTPO (THS) Aeroporto di Sukhothai, Sukhothai 17°13′N 99°49′E (sito informativo)
- VTPP (PHS) Aeroporto di Phitsanulok, Phitsanulok 16°47′N 100°17′E (sito informativo)
- VTPR Aeroporto di Potaram, Potaram
- VTPS Aeroporto Sarit Sena di Phitsanulok, Phitsanulok 16°47′N 100°16′E
- VTPT (TKT) Aeroporto di Tak, Tak 16°52′N 99°09′E (sito informativo)
- VTPU (UTR) Aeroporto di Uttaradit, Uttaradit 17°40′N 100°14′E
- VTPY Aeroporto Phumipol Dam di Tak Sam Ngao (Aeroporto Khunan Phumipol), Tak Sam Ngao 17°14′N 99°03′E (sito informativo)
- VTSA Aeroporto Khoun Khan di Satun, Satun 6°40′N 100°05′E (sito informativo)
- VTSB (URT) Aeroporto di Surat Thani, Surat Thani 9°06′N 99°20′E (sito informativo)
- VTSC (NAW) Aeroporto di Narathiwat, Narathiwat 6°25′N 101°48′E (sito informativo)
- VTSD Aeroporto di Chumphon, Chumphon
- VTSE (CJM) Aeroporto di Chumpon, Chumpon 10°43′N 99°22′E (sito informativo)
- VTSF Aeroporto di Nakhon Si Thammarat, Nakhon Si Thammarat 8°32′N 99°57′E (sito informativo)
- VTSG (KBV) Aeroporto di Krabi, Krabi 8°06′N 98°59′E (sito informativo)
- VTSH (SGZ) Aeroporto Singora di Songkhla, Songkhla 7°20′N 100°32′E (sito informativo)
- VTSK (PAN) Aeroporto di Pattani, Pattani 6°47′N 101°10′E (sito informativo)
- VTSM (USM) Aeroporto Samui di Kho Samui, Kho Samui 9°33′N 100°04′E (sito informativo)
- VTSN (NST) Aeroporto Cha Ian di Nakhon Si Thammarat, Nakhon Si Thammarat 8°26′N 99°58′E (sito informativo)
- VTSO Aeroporto Don Nok di Surat Thani, Surat Thani
- VTSP (HKT) Aeroporto Internazionale di Phuket, Phuket 8°08′N 98°19′E (sito informativo)
- VTSR (UNN) Aeroporto di Ranong, Ranong 9°51′N 98°37′E (sito informativo)
- VTSS (HDY) Aeroporto Hat Yai International di Hat Yai Songkhia, Hat Yai Songkhia 7°01′N 100°27′E (sito informativo)
- VTST (TST) Aeroporto di Trang, Trang 7°30′N 99°37′E (sito informativo)
- VTSY Aeroporto di Ya La, Ya La
- VTUA Aeroporto Ban Na Khu di Kalasin, Kalasin
- VTUB Aeroporto Mukdahan di Bakhon Phanom, Bakhon Phanom
- VTUC Aeroporto di Chaiyaphum, Chaiyaphum
- VTUD (UTH) Aeroporto di Udon Thani, Udon Thani 14°47′N 103°21′E (sito informativo)
- VTUE Aeroporto Nam Phung Dam North di Sakon Nakhon, Sakon Nakhon
- VTUF Aeroporto Nam Phung Dam South di Sakon Nakhon, Sakon Nakhon
- VTUG Aeroporto Phu Khero di Chaiyaphum, Chaiyaphum
- VTUI (SNO) Aeroporto Bankhai di Sakon Nakhon, Sakon Nakhon 17°12′N 104°07′E (sito informativo)
- VTUJ Aeroporto di Surin, Surin 14°52′N 103°30′E (sito informativo)
- VTUK (KKC) Aeroporto di Khon Kaen, Khon Kaen 16°27′N 102°50′E (sito informativo)
- VTUL (LOE) Aeroporto di Loei, Loei 17°27′N 101°44′E (sito informativo)
- VTUM Aeroporto di Nong Khai, Nong Khai
- VTUN Base aerea Khorat di Nakhon Ratchasima, Nakhon Ratchasima 14°58′N 102°07′E (sito informativo)
- VTUO (BFV) Aeroporto di Buri Ram, Buriram 15°14′N 103°15′E (sito informativo)
- VTUP Aeroporto di Nakhon Phanom, Nakhon Phanom 17°24′N 104°46′E
- VTUQ (NAK) Aeroporto di Nakhon Ratchasima, Nakhon Ratchasima 14°57′N 102°19′E (sito informativo)
- VTUR Aeroporto Rob Muang di Roi Et, Roi Et 16°04′N 103°39′E (sito informativo)
- VTUS Aeroporto di Sakon Nakhon, Sakon Nakhon 17°09′N 104°08′E
- VTUT Aeroporto Loeng Nok Tha di Ubon Ratchathni, Ubon Ratchathni
- VTUU (UBP) Aeroporto di Ubon Ratchathani, Ubon Ratchathani 15°14′N 104°52′E (sito informativo)
- VTUV Aeroporto di Roi Et, Roi Et 16°07′N 103°46′E (sito informativo)
- VTUW (KOP) Aeroporto di Nakhon Phanom, Nakhon Phanom West 17°23′N 104°39′E (sito informativo)
- VTUZ Aeroporto Nam Phung di Khon Kaen, Khon Kaen
- VT-- (PMM) Aeroporto di Phanom Sarakhan, Phanom Sarakhan 13°45′N 101°24′E
- VT-- (PHZ) Aeroporto di Phi Phi Island, Phi Phi Island 8°10′N 98°17′E
- VT-- (BAO) Aeroporto di Ban Mak Khaeng, Ban Mak Khaeng 17°23′N 102°47′E

## VV - Vietnam
- VVAL Aeroporto di An Loc, An Loc
- VVBM (BMV) Aeroporto Chung Duc di Buon Ma Thuot, Buôn Ma Thuột 12°40′N 108°06′E (sito informativo)
- VVCB Aeroporto di Cao Bang, Cao Bằng
- VVCI (HPH) Aeroporto Cat Bi di Hai Phong, Hai Phong 20°49′N 106°34′E
- VVCL Aeroporto Cam Ly di Da Lat, Da Lat
- VVCM Aeroporto di Cà Mau, Cà Mau 9°10′N 105°09′E
- VVCR (CXR) Aeroporto di Cam Ranh, Cam Ranh 12°00′N 109°13′E (sito informativo)
- VVCS (VCS) Aeroporto di Côn Đảo, Côn Đảo
- VVCT (VCA) Aeroporto di Cần Thơ, Cần Thơ 10°03′N 105°46′E
- VVDB (DIN) Aeroporto di Dien Bien Phu, Dien Bien Phu 21°24′N 103°00′E (sito informativo)
- VVDL (DLI) Aeroporto Lien Khuong di Da Lat, Da Lat 11°45′N 108°22′E
- VVDN (DAD) Aeroporto Da Nang International di Da Nang, Đà Nẵng16°02′N 108°11′E (sito informativo)
- VVGL Base aerea Gia Lam di Hanoi, Hanoi 21°02′N 105°53′E
- VVKP Base aerea Bac Giang di Kep, Kep
- VVLK Aeroporto di Ladkay, Ladkay
- VVNB (HAN) Aeroporto Internazionale Noi Bai, Hanoi 21°13′N 105°48′E (sito informativo)
- VVNS (SQH) Aeroporto Na San di Son La, Sơn La
- VVNT (NHA) Aeroporto di Nha Trang, Nha Trang12°14′N 109°11′E
- VVPB (HUI) Aeroporto Phu Bai, Huế 16°24′N 107°41′E
- VVPC (ex VVQN) (UIH) Aeroporto Phu Cat di Quy Nhơn, Quy Nhơn 13°46′N 109°13′E
- VVPK (PXU) Aeroporto Cu Hanh di Pleiku, Pleiku 14°00′N 108°01′E (sito informativo)
- VVPQ (PQC) Aeroporto di Phú Quốc, Phú Quốc 10°14′N 103°58′E
- VVPT (PHH) Aeroporto di Phan Thiet, Phan Thiết 10°54′N 108°04′E
- VVRG (VKG) Aeroporto di Rach Gia, Rach Gia 9°59′N 105°05′E
- VVTH (TBB) Aeroporto Dong Tac di Tuy Hoa, Tuy Hoa 13°05′N 109°17′E
- VVTS (SGN) Aeroporto Internazionale Tan Son Nhat, Città di Ho Chi Minh (ex Saigon) 10°49′N 106°39′E (sito informativo)
- VVVH (VII) Aeroporto di Vinh City, Vinh City 18°44′N 105°40′E (sito informativo)
- VVVT Aeroporto di Vũng Tàu, Vũng Tàu
- VV-- (CSJ) Aeroporto di Cape St Jacques, Cape St Jacques 10°21′N 107°04′E
- VV-- (HBN) Aeroporto di Phu Bon, Phu Bon 12°00′N 106°00′E
- VV-- (HOO) Aeroporto Nhon Co di Quang Duc, Quang Duc 11°59′N 107°34′E
- VV-- (KON) Aeroporto di Kontum, Kontum 14°21′N 108°01′E
- VV-- (PHA) Base aerea Thanh Son di Pahn Rang, Pahn Rang 11°37′N 108°57′E
- VV-- (PHU) Aeroporto di Phu Vinh, Phu Vinh 11°17′N 106°48′E
- VV-- (TMK) Aeroporto di Tam Ky, Tam Kỳ 15°34′N 108°29′E
- VV-- (VCL) Aeroporto Chu Lai di Tam Ky, Tam Kỳ
- VV-- (VSO) Aeroporto di Phuoc Long, Phuoc Long 9°26′N 105°28′E
- VV-- (XLO) Aeroporto di Long Xuyen, Long Xuyen 10°29′N 105°27′E
- VV-- (XNG) Aeroporto di Quang Ngai, Quảng Ngãi 15°07′N 108°45′E
- VV-- (XVL) Aeroporto di Vinh Long (abbandonato), Vĩnh Long 10°15′N 105°57′E
- VV-- Aeroporto Kien An di Hai Phong, Hai Phong
- VV-- Base aerea di Bien Hoa, Biên Hòa
- VV-- Aeroporto di Dong Hoi, Dong Hoi
- VV-- Base aerea Hoa Lac di Ha Tay, Ha Tay
- VV-- Base aerea Anh Son di Nghe An, Nghe An
- VV-- Base aerea di Thanh Hoa, Thanh Hóa
- VV-- Base aerea di Truong Sa, Truong Sa
- VV-- Base aerea di Yen Bai, Yên Bái

## VY - Birmania
- VYAN Aeroporto di Ann, Ann 19°46′N 94°01′E (sito informativo)
- VYAS Aeroporto di Anisakan, Anisakan
- VYBG (BPE) Aeroporto di Bagan, Bagan 21°11′N 94°56′E (sito informativo)
- VYBM (ex VBBM) (BMO) Aeroporto di Banmaw, Banmaw (Bamo) 24°16′N 97°15′E (sito informativo)
- VYBO Aeroporto di Bago, Bago
- VYBP Aeroporto di Bokepyn, Bokepyn
- VYBS (ex VBBS) Aeroporto di Pathein, Pathein
- VYCI (ex VBCI) Aeroporto di Coco Island, Isole Coco 14°08′N 93°22′E (sito informativo)
- VYCZ Aeroporto Annisaton di Mandalay, Mandalay
- VYDW (ex VBTV) (TVY) Aeroporto di Dawei, Dawei14°06′N 98°12′E (sito informativo)
- VYGG (GAW) Aeroporto di Gangaw, Gangaw 22°10′N 94°08′E
- VYGW (GWA) Aeroporto di Gwa, Gwa 17°50′N 94°30′E
- VYHB Aeroporto di Hmawby, Hmawby
- VYHH (HHO) Aeroporto di Heho, Heho 20°44′N 96°47′E (sito informativo)
- VYHL (ex VBHL) (HOX) Aeroporto di Homalin, Homalin 24°52′N 94°55′E
- VYHN Aeroporto di Htilin, Htilin
- VYHT Aeroporto di Hinthada, Hinthada
- VYKG (ex VBKG) (KET) Aeroporto di Kengtung, Kengtung 21°18′N 99°37′E (sito informativo)
- VYKH Aeroporto di Khatar, Khatar
- VYKI (KHM) Aeroporto di Khamti, Khamti 26°00′N 95°42′E
- VYKL Aeroporto di Kalay, Kalay 23°11′N 94°03′E (sito informativo)
- VYKP (ex VBKP) (KYP) Aeroporto di Kyaukpyu, Kyaukpyu 19°26′N 93°32′E (sito informativo)
- VYKT (KAW) Aeroporto di Kawthaung, Kawthaung 10°03′N 98°32′E (sito informativo)
- VYKU (KYT) Aeroporto di Kyauktu, Kyauktu 21°24′N 94°08′E
- VYLK (LIW) Aeroporto di Loikaw, Loikaw 19°41′N 97°13′E (sito informativo)
- VYLN Aeroporto di Lonekin, Lonekin
- VYLO Aeroporto di Langkho, Langkho
- VYLS (ex VBLS) (LSH) Aeroporto di Lashio, Lashio 22°58′N 97°45′E (sito informativo)
- VYLY Aeroporto di Lanywa, Lanywa 20°56′N 94°49′E (sito informativo)
- VYMA Aeroporto di Myoungmya, Myoungmya
- VYMD (ex VBRM) (MDL) Aeroporto Internazionale di Mandalay, Mandalay 21°56′N 96°05′E
- VYME (MGZ) Aeroporto di Myeik, Myeik 12°27′N 98°37′E (sito informativo)
- VYMG Aeroporto di Myingyan, Myingyan
- VYMH Aeroporto di Mong Hpayak, Mong Hpayak
- VYMI Aeroporto di Mongyai, Mongyai
- VYMK (ex VBMK) (MYT) Aeroporto di Myitkyina, Myitkyina 25°28′N 97°26′E (sito informativo)
- VYML (ex VBML) Aeroporto di Meiktila, Meiktila
- VYMM (ex VBMM) (MNU) Aeroporto di Maulmyine, Maulmyine 16°26′N 97°40′E (sito informativo)
- VYMN (MGU) Aeroporto di Manaung, Manaung
- VYMO (MOE) Aeroporto di Momeik, Momeik 23°06′N 96°39′E (sito informativo)
- VYMP Aeroporto di Mongpyin, Mongpyin
- VYMS (MOG) Aeroporto di Monghsat, Monghsat 20°31′N 99°16′E (sito informativo)
- VYMT (MGK) Aeroporto di Mong Tong, Mong Tong
- VYMU Aeroporto di Mayuk, Mayuk
- VYMW (MWQ) Aeroporto di Magway, Magway 20°10′N 94°56′E
- VYMY Aeroporto di Monywar, Monywar
- VYNM Aeroporto di Naungmom, Naungmom
- VYNP Aeroporto di Nampong, Nampong 25°21′N 97°18′E (sito informativo)
- VYNS (NMS) Aeroporto di Namsang, Namsang 20°53′N 97°45′E (sito informativo)
- VYNT (NYT) Aeroporto Internazionale di Naypyidaw, Naypyidaw 23°05′N 97°24′E
- VYPA (ex VBPA) Aeroporto di Pa-An, Pa-An 16°54′N 97°40′E (sito informativo)
- VYPB Aeroporto di Phonngbyn, Phonngbyn
- VYPE Aeroporto di Paletwa, Paletwa
- VYPI Aeroporto di Pearl Island, Pearl Island
- VYPK (PAU) Aeroporto di Pauk, Pauk 21°27′N 94°31′E
- VYPL Aeroporto di Pinlebu, Pinlebu
- VYPN (BSX) Aeroporto di Bassein, Bassein (Pathein) 16°48′N 94°47′E (sito informativo)
- VYPP Aeroporto di Hpapun, Hpapun
- VYPR (ex VBPR) (PRU) Aeroporto di Prome, Prome 18°56′N 95°13′E
- VYPT (ex VBPT) (PBU) Aeroporto di Putao, Putao 27°20′N 97°25′E (sito informativo)
- VYPU (PKK) Aeroporto di Pakokku, Pakokku 21°20′N 95°06′E
- VYPW Aeroporto di Palaw, Palaw
- VYPY Aeroporto di Pyay, Pyay 18°49′N 95°16′E (sito informativo)
- VYRN (ex VBRN) Aeroporto di Mergui, Mergui
- VYRR (ex VBRR) Aeroporto di Mingaladon, Mingaladon
- VYSA Aeroporto di Saw, Saw
- VYSB Aeroporto di Shinbweyang, Shinbweyang
- VYSL Aeroporto di Salingyi, Salingyi
- VYSO Aeroporto di Sidoktaya, Sidoktaya
- VYST Aeroporto di Shante, Shante 20°56′N 95°55′E (sito informativo)
- VYSW (AKY) Aeroporto di Sittwe, Sittwe 20°07′N 92°52′E (sito informativo)
- VYSY (ex VBSY) Aeroporto di Sandoway, Sandoway
- VYTD (SNW) Aeroporto di Thandwe, Thandwe 18°28′N 94°21′E (sito informativo)
- VYTL (THL) Aeroporto di Tachilek, Tachilek 20°27′N 99°57′E (sito informativo)
- VYTN Aeroporto Ralph M. Calhoun Memorial di Tanana, Tanana
- VYTO Aeroporto di Taungoo, Taungoo 19°02′N 96°24′E (sito informativo)
- VYTY Aeroporto di Taoudenni, Taoudenni
- VYYE (XYE) Aeroporto di Ye, Ye 15°15′N 97°51′E
- VYYY (RGN) Aeroporto Internazionale di Yangon, Yangon (o Rangoon) 16°51′N 96°08′E
- VY-- (HEB) Aeroporto di Henzada, Henzada 17°36′N 95°27′E
- VY-- (KMV) Aeroporto di Kalemio, Kalemio 23°11′N 94°03′E
- VY-- (ex VBNU) (NYU) Aeroporto di Nyaung-U, Nyaung-U 21°12′N 94°58′E
- VY-- (PAA) Aeroporto di Pa-An, Pa-An16°53′N 97°40′E
- VY-- (PPU) Aeroporto di Papun, Papun 18°04′N 97°27′E
- VY-- (TIO) Aeroporto di Tilin, Tilin 21°42′N 94°04′E